# 말로로시야현

말로로시야현의 국장

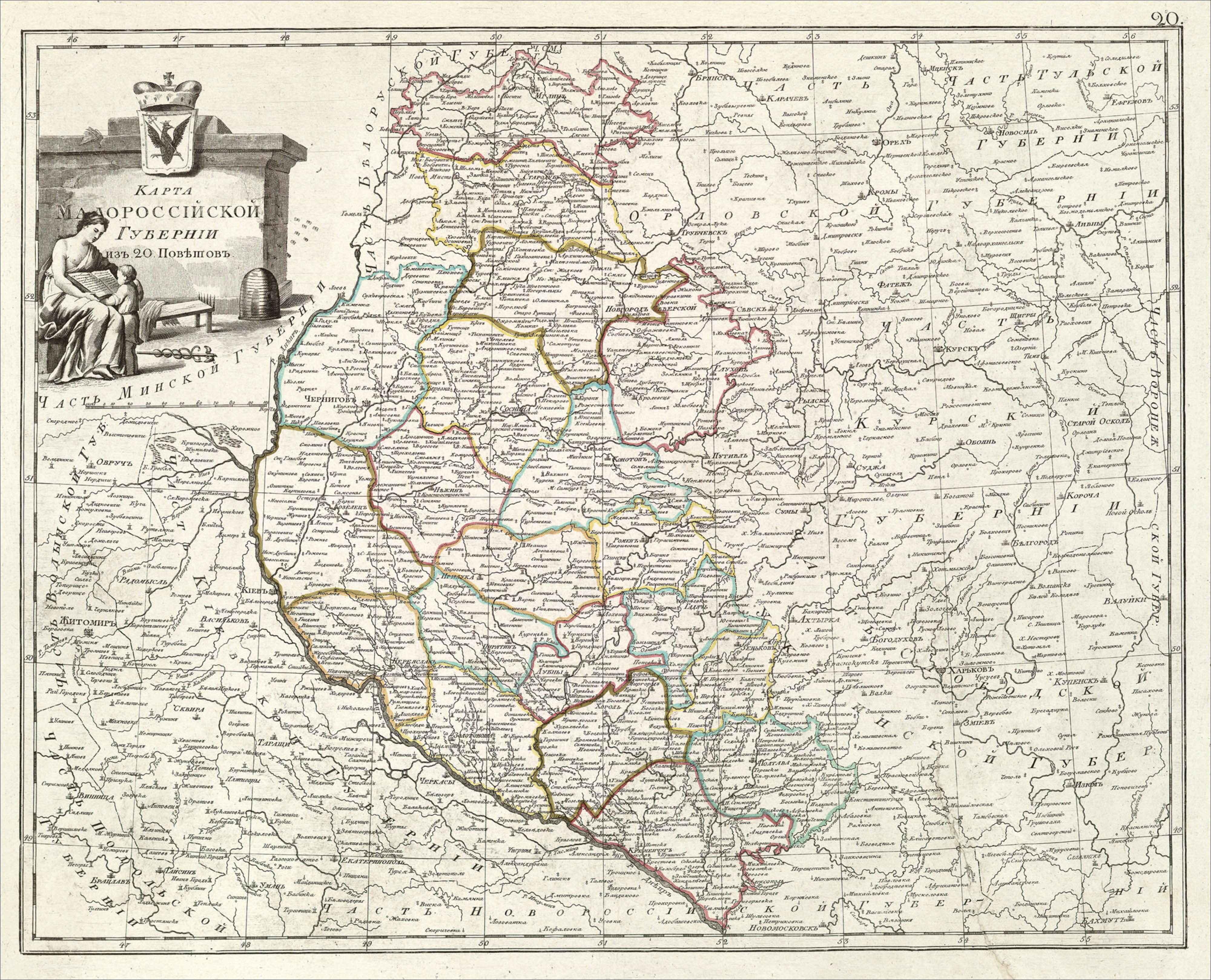
말로로시야현의 지도

말로로시야현(러시아어: Малороссийская губерния) 또는 소러시아현은 1764년부터 1781년까지, 1796년부터 1802년까지 존재했던 러시아 제국의 현으로 현도는 체르니히우(체르니고프)이다. 현재의 우크라이나 북부와 동부에 걸쳐 있었다. 1802년 체르니고프현, 폴타바현으로 분리되면서 폐지되었다.